# Лапароскоп
Лапароскоп — медицинский жесткий эндоскоп, предназначенный для проведения лапароскопических диагностических, а также операционных манипуляций на органах брюшной полости. Наиболее распространены лапароскопы наружным рабочим диаметром 10 и 5 мм.

## Общие сведения
Лапароскопы диаметром 10 мм обеспечивают лучшую визуализацию и поэтому используются для проведения минимально инвазивных хирургических вмешательств на органах брюшной полости.
Помимо лапароскопов прямого обзора, применяются лапароскопы с углами обзора 30 и 45 градусов. Они необходимы при хирургическом лечении паховых грыж и др. случаях, когда у хирурга возникает потребность в боковом обзоре операционного поля.
Лапароскопы и лапароскопический инструмент вводятся через проколы брюшной полости, сформированные троакарами. Для создания операционного пространства используется нагнетание газа через специальную иглу в брюшную полость на первом этапе операции.
Лапароскоп используется в комплексе с лапароскопическим инструментом (троакары, щипцы, зажимы, захваты, ножницы, электрокоагуляторы и др.) и эндоскопической аппаратурой (осветитель, инсуфлятор, эндовидеосистема, монитор, аспиратор-ирригатор, электрохирургический аппарат — минимальный комплект аппаратуры для лапароскопической хирургии).
Лапароскопия — малотравматичная технология диагностики и хирургического лечения заболеваний брюшной полости. Её отличает малая кровопотеря, быстрое заживление, косметический эффект по сравнению с обычной хирургией. Наибольшее количество лапароскопических операций связано с лечением гинекологических заболеваний и удалением желчного пузыря, часто лапароскопическими методами проводят удаление аппендикса при аппендиците.
В СССР лапароскопы в небольшом количестве выпускали в Ленинграде с середины 70-х годов. Истинный расцвет хирургической лапароскопии начался в 90-х годах.
Лапароскопия как метод оперативного вмешательства не является панацеей, это одна из современных медицинских хирургических технологий со своими плюсами и минусами, со своими показаниями и противопоказаниями, со своими осложнениями.
Лапароскопия требует более дорогостоящего оборудования и специального обучения врачей.
При лапароскопии достигается серьёзный экономический эффект за счет быстрого выздоровления пациента и экономии на очень дорогих послеоперационных койко-днях.

## Лапароскопическая стерилизация
Лапароскопы широко применяются для стерилизации женщин. Так называемая «лапароскопическая стерилизация» является полноценной хирургической операцией, для проведения которой требуется общая анестезия, имеет следующие преимущества: низкую травматичность, быстрое восстановление в послеоперационном периоде, незначительный болевой синдром после операции.